# Mansión Howard
La Mansión Howard y Cochera (nombre original en inglés: Howard Mansion and Carriage House) es una residencia histórica situada en Hyde Park (Nueva York).

## Historia
Edificada en 1896, fue diseñada en un estilo ecléctico por el arquitecto Charles Follen McKim (1847-1909). Es una vivienda de dos alturas distribuida en seis vanos, construida mediante paramentos planos con piedra de sillería. La casa es de planta rectangular y tiene un techo de tejas de madera. La entrada principal presenta una puerta holandesa, y cuenta con un pórtico sostenido por dos columnas cuadradas. La cochera es un edificio de estilo neo-tudor de dos pisos, con estructura de madera recubierta de estuco, construida en 1901. Cuenta con dos alturas coronadas por un tejado de configuración poligonal. Frederick W. Vanderbilt hizo construir la casa para su sobrino, Thomas H. Howard.

### Registro nacional de Sitios Históricos
El edificio se incorporó al Registro Nacional de Lugares Históricos en 1993.